# Александров, Владимир Александрович (этнограф)
Владимир Александрович Александров (1842—1906) — автор этнографических очерков, пьесы, рассказов для народного и детского чтения.

## Биография
Из мещан. Получил хорошее домашнее образование. Окончил петербургское Владимирское уездное училище (1857). Став членом образованного в 1861 году Петербургского комитета грамотности, совершил несколько поездок по деревням Вологодской губернии с целью распространения звукового способа обучения грамоте. Во время поездок собрал богатые этнографические материалы. В 1865 году получил свидетельство на звание домашнего учителя, в 1868 году — уездного учителя русского языка. С 1871 года преподавал во Владимирском уездном училище. Инспектор народных училищ Новгородской губернии (с 1877), Петербургской губернии (с 1880). Делопроизводитель Комиссии при Министерстве народного просвещения для составления положения о двухклассных и одноклассных училищах (с 1893). Организатор городских и сельских училищ и курсов учителей. Гласный Петербургской городской думы (с 1898).
Собранные Александровым в 1860-е гг. этнографические материалы легли в основу его беллетризованных очерков «Вологодская свадьба» (1863), «Деревенское веселье в Вологодском уезде» (1864), а также пьесы «Славнуки. Картины из крестьянской жизни» (1871; переработанная и расширенная редакция под названием — «На родной почве в силу света и добра» 1908), в которой он настойчиво проводил мысль о разлагающем воздействии городской цивилизации на патриархальную крестьянскую жизнь. В 1860-е гг., в активный период своего литературного творчества, развивавшегося в духе просветительских устремлений, Александров опубликовал ряд рассказов для народного и детского чтения, в том числе «Труд человека кормит, а лень портит. (Рассказ подмастерья)» (1862; 9-е издание ― 1887), «Как аукнется, так и откликнется» (1866; отдельное издание —
1866), а также «Песни и стихотворения Кольцова и Никитина» (1865).